# 梅林駅 (福岡県)

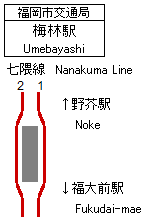
配線図

梅林駅（うめばやしえき）は、福岡県福岡市城南区梅林四丁目にある福岡市地下鉄七隈線の駅。日本最南端の地下鉄駅。駅番号はN05。
駅のシンボルマークは空港線・箱崎線のシンボルマークをデザインした西島伊三雄が2001年に死去したため、それ以前に描かれていた原案を元に、息子で同じくグラフィックデザイナーの西島雅幸が完成させた。モチーフは地名に因み、木に咲く梅の花。駅識別カラーは   DIC-50（系統色名：明るい紫みの赤）で、天神南駅・桜坂駅と共通。
橋本駅が管理し、日本通運福岡支店が駅業務を受託する業務委託駅である。

## 歴史
- 2000年（平成12年）6月28日 - 2001年（平成13年）2月22日：設計期間（実施設計者：末永建築プランナー）[1]
- 2003年（平成15年）3月8日 - 2004年（平成16年）7月31日：施工期間（施工者：前田・地崎・矢作 建設工事共同企業体）[1]
- 2005年（平成17年）2月3日：開業。開業時から業務委託駅[5]。
- 2007年（平成19年）2月 - バイク・自転車駐輪場開設

## 駅構造
島式ホーム1面2線を有する地下駅。
| 地階    | 出入口                       | 出入口                                     |
| 地下1階 | コンコース階                 | コンコース、案内所、自動券売機、自動改札口 |
| 地下1階 | コンコース階                 | トイレ（改札内）                           |
| 地下2階 | 1番ホーム                    | ■七隈線 博多方面（福大前駅）→              |
| 地下2階 | 島式ホーム，右側のドアが開く |                                            |
| 地下2階 | 2番ホーム                    | ←■七隈線 橋本方面（野芥駅）                |

- 各階の面積は、地上220平方メートル、地下1階3,341平方メートル、地下2階2,462平方メートル[1]。
- 利用者の目に留まる箇所に用いられる「個性化壁」には、うす赤紫色の花崗岩（400mm×400mm×厚さ13mm）を使用している[6]。

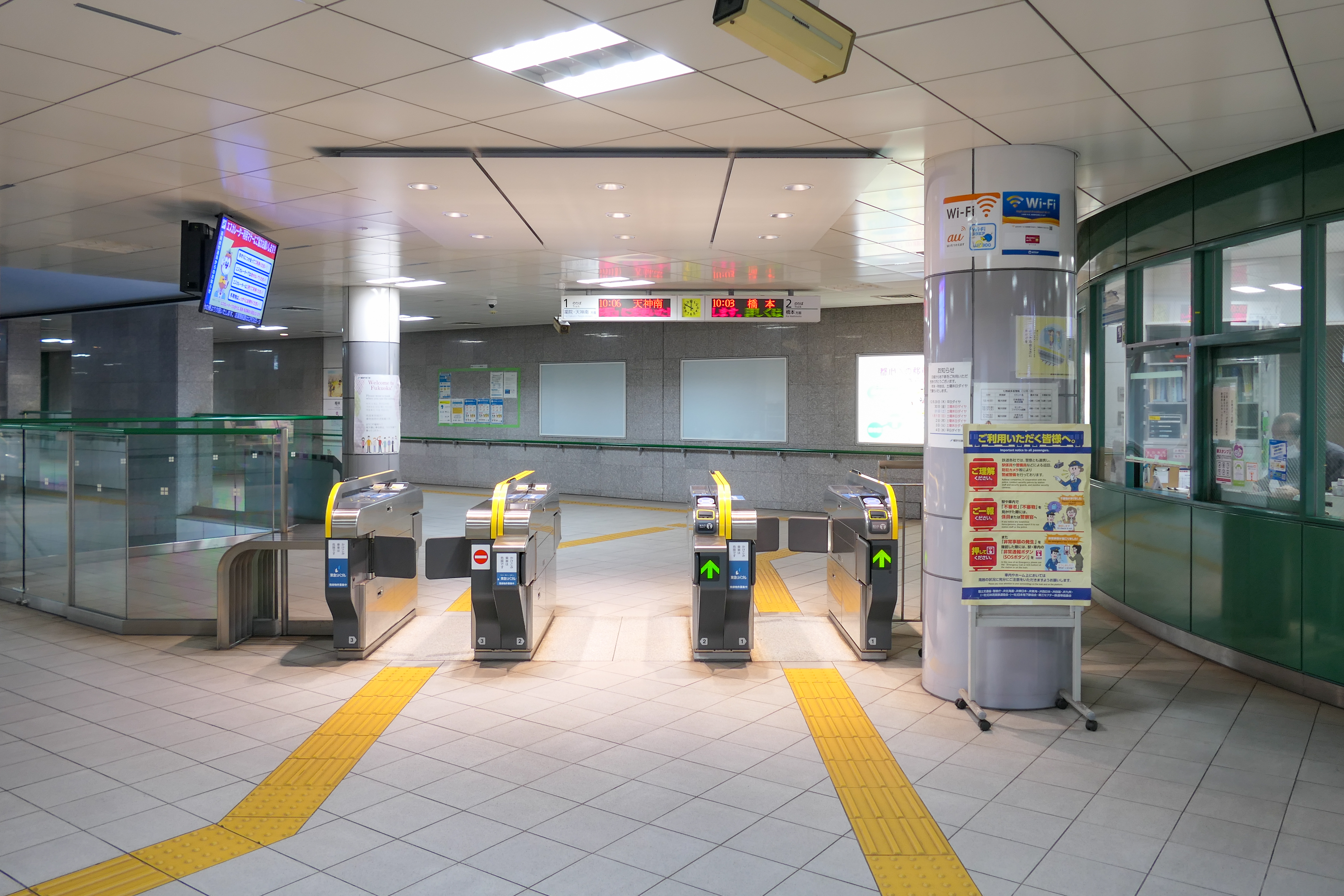
改札口（2022年12月）
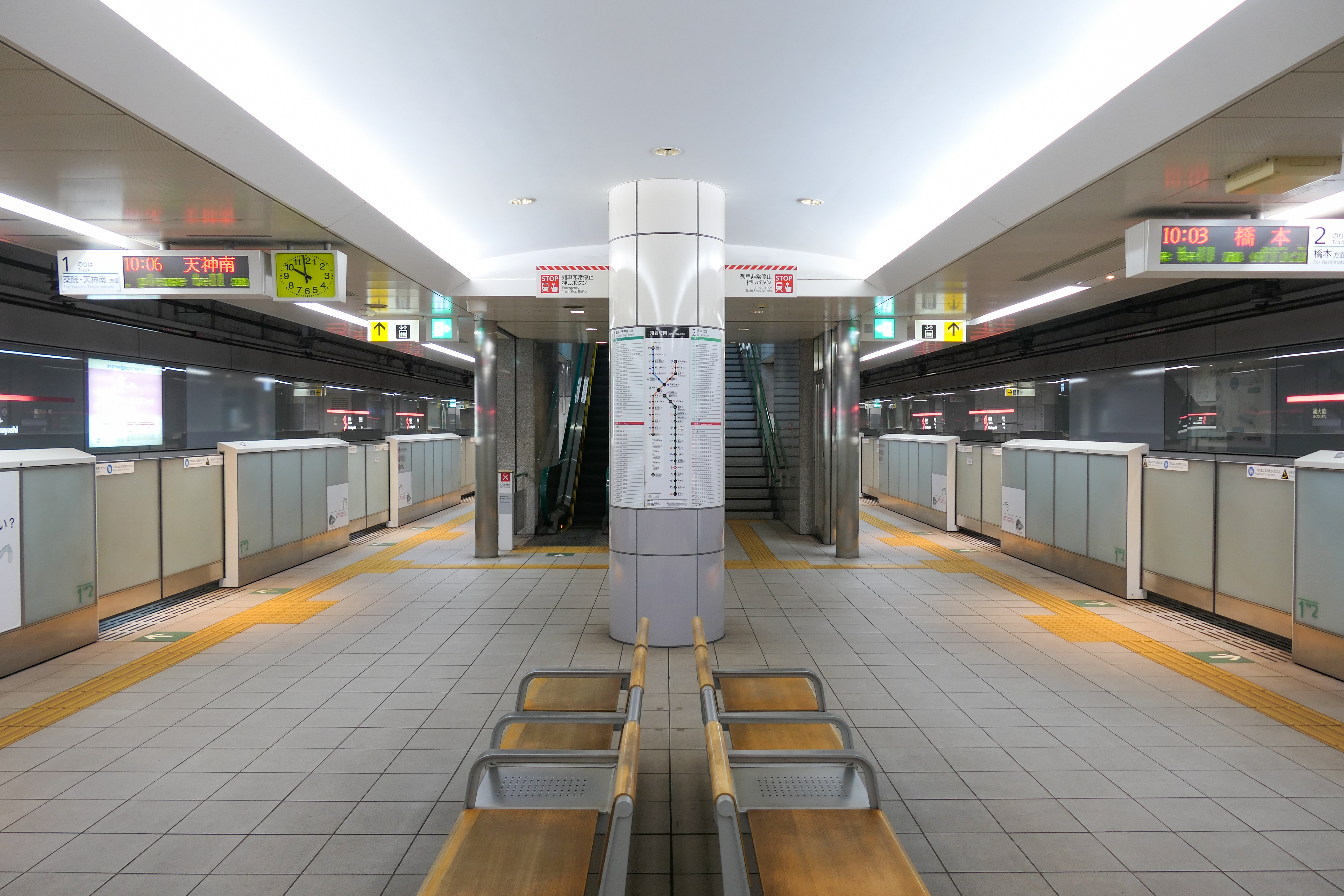
ホーム（2022年12月）
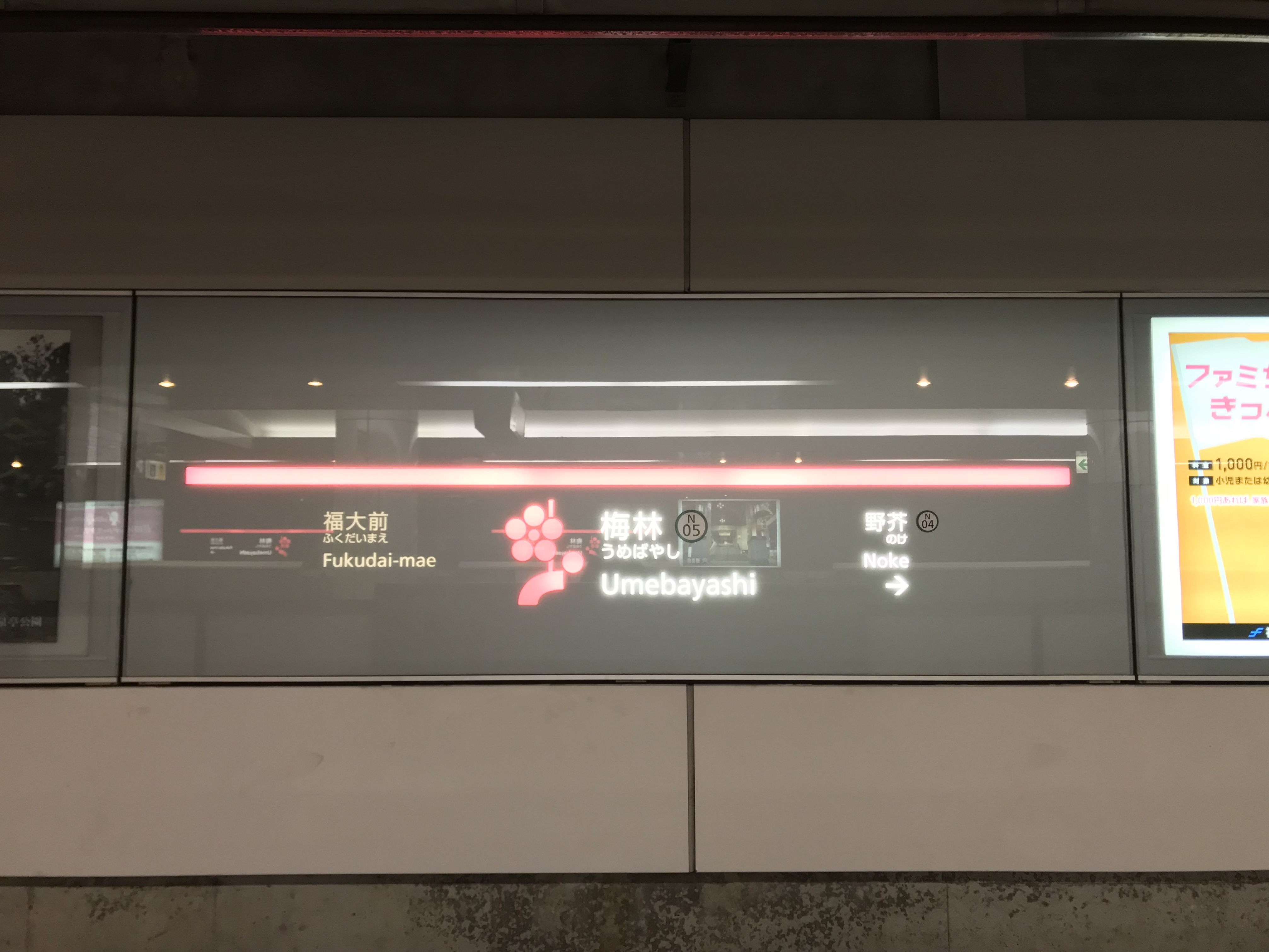
駅名標（2017年12月）

## 利用状況
2023年度の1日平均乗車人員は1,469人である。開業以降増加傾向が続いているものの、七隈線の駅として、また福岡市地下鉄の駅、日本のすべての地下鉄の駅の中で最も少ない。
開業以降の1日平均乗車人員の推移は下表のとおりである。
| 年度               | 1日平均 乗車人員 |
| ------------------ | ---------------- |
| 2004年（平成16年） | 751              |
| 2005年（平成17年） | 663              |
| 2006年（平成18年） | 810              |
| 2007年（平成19年） | 919              |
| 2008年（平成20年） | 965              |
| 2009年（平成21年） | 1,058            |
| 2010年（平成22年） | 1,074            |
| 2011年（平成23年） | 1,133            |
| 2012年（平成24年） | 1,173            |
| 2013年（平成25年） | 1,251            |
| 2014年（平成26年） | 1,384            |
| 2015年（平成27年） | 1,425            |
| 2016年（平成28年） | 1,508            |
| 2017年（平成29年） | 1,567            |
| 2018年（平成30年） | 1,650            |
| 2019年（令和元年） | 1,703            |
| 2020年（令和02年） | 1,224            |
| 2021年（令和03年） | 1,248            |
| 2022年（令和04年） | 1,351            |
| 2023年（令和05年） | 1,469            |

## 駅周辺
駅周辺には国道202号福岡外環状道路の福大トンネルが完成。また、福岡高速環状線が地上の高架を通っている。
もともと一面の住宅街だったものを用地買収により幹線道路・鉄道を整備している。2006年8月には駅前にスポーツクラブがオープンしている。
- 梅林中公園（うめばやしなかこうえん）
- 梅林古墳
- 福岡大学・福岡大学病院
- 福岡市立梅林中学校
- 福大トンネル
- 市営梅林第2団地
- ホリデイスポーツクラブ福岡梅林店
- ヤマト運輸福岡梅林営業所
- タイムズパーク福岡梅林
- 西南杜の湖畔公園
- 特別養護老人ホーム 城南の杜

## 隣の駅
福岡市交通局
 七隈線
野芥駅 (N04) - 梅林駅 (N05) - 福大前駅 (N06)